# Agustín García-Gasco Vicente
Agustín García-Gasco Vicente (ur. 12 lutego 1931 w Corral de Almaguer, Toledo, zm. 1 maja 2011 w Rzymie) – hiszpański duchowny katolicki, w latach 1992–2009 arcybiskup Walencji, od 24 listopada 2007 kardynał.

## Życiorys
Uczęszczał do szkoły prowadzonej przez Braci Szkół Chrześcijańskich, a następnie wstąpił do seminarium duchownego w Madrycie-Alcalá w 1944. 26 maja 1956 przyjął święcenia kapłańskie w Madrycie, a w lipcu został proboszczem w Villamanta (Madryt). Rok później został mianowany delegatem biskupa ds. diecezjalnej Caritas oraz nauczycielem w "Cursillos de Cristiandad".
Uzyskał doktorat z teologii na Uniwersytecie Comillas (1969). Pełnił funkcję konsultanta religijnego "Comisaria de extensión cultural" Ministerstwa Oświaty i Nauki (1958–1970). Był założycielem i dyrektorem zaocznego Międzynarodowego Instytutu Teologicznego (obecnie Wyższy Instytut Wiedzy Religijnej św. Augustyna) oraz diecezjalnym delegatem duchowieństwa (1973). W 1977 został wikariuszem biskupim III wikariatu w Madrycie, w Instytucie Teologicznym św. Damazego, a w 1982 r. prezesem Instytutu Arcybiskupa Clareta.
20 marca 1985 został wyniesiony do godności biskupa pomocniczego Madrytu, ze stolicą tytularną Nona. Święcenia biskupie przyjął 11 maja tegoż roku. W 1988 został wybrany na sekretarza generalnego Konferencji Episkopatu Hiszpanii.
W 1990 został prezesem zaocznego Międzynarodowego Instytutu Teologicznego.
24 lipca 1992 Jan Paweł II mianował go arcybiskupem Walencji; urząd objął 3 października. W 1995 został członkiem Prezydium Papieskiej Rady ds. Rodziny, w 1996 przewodniczącym Komisji ds. Relacji z Innymi Wyznaniami Konferencji Episkopatu Hiszpanii i członkiem zarządu Międzynarodowego Stowarzyszenia Laterańskiego, a w 1999 członkiem Kongregacji ds. Kultu Bożego i Dyscypliny Sakramentów. W 2003 założył Walencjański Katolicki Uniwersytet „San Vicente Mártir” i został jego wielkim kanclerzem. W 2007 został przewodniczącym Komisji Nauki Wiary Konferencji Episkopatu Hiszpanii.
Był gospodarzem V Światowego Spotkania Rodzin, które odbyło się w Walencji w 2006.
Na konsystorzu, z nominacji Benedykta XVI, w dniu 24 listopada 2007 został włączony do grona kardynałów z tytułem prezbitera S. Marcelli.
8 stycznia 2009 papież Benedykt XVI przyjął rezygnację z funkcji arcybiskupa Walencji złożoną ze względu na wiek przez kard. Augustína García-Gasco Vicente. Na jego miejsce Papież mianował dotychczasowego arcybiskupa Oviedo, 63-letniego Carlosa Osoro.
12 lutego 2011 stracił prawo wyboru papieża w konklawe z powodu ukończenia 80 roku życia.
Duchowny zmarł na zawał serca w szpitalu San Carlos de Nancy, nieopodal Watykanu.